# Cativá
Cativá es un corregimiento del distrito de Colón en la provincia de Colón, República de Panamá. La localidad tiene 34,558 habitantes (2010). Pertenece al área metropolitana de la ciudad panameña de Colón.